# Championnat du Venezuela de football 2015
Navigation
Saison 2014-2015 Saison 2016
La saison 2015 du championnat du Venezuela de football est la soixantième édition du championnat de première division professionnelle au Venezuela et la quatre-vingt-seizième saison du championnat national. 
Cette édition du championnat est raccourcie afin de pouvoir démarrer la prochaine édition en se calquant sur l'année civile. Les vingt équipes engagées ne s'affrontent qu'une seule fois, les huit premiers jouent la phase finale pour déterminer le vainqueur du championnat, le dernier du classement est relégué alors que l'avant-dernier doit passer par un barrage de promotion-relégation.
C'est le Zamora FC qui est sacré à l'issue de la saison, après avoir battu le Deportivo La Guaira lors de la finale nationale. C'est le troisième titre de champion du Venezuela de l'histoire du club. Il obtient du même coup son billet pour la Copa Sudamericana 2016.

## Les clubs participants
- Aragua FC
- Caracas FC
- Mineros de Guayana
- Trujillanos FC
- Zulia FC
- Portuguesa FC
- Ureña Sport Club - Promu de Segunda A
- Carabobo FC
- Deportivo Petare
- Club Deportivo Lara
- Tucanes de Amazonas
- Llaneros FC
- Deportivo Táchira
- Atlético Venezuela
- Zamora FC
- Metropolitanos FC
- Estudiantes de Caracas - Promu de Segunda A
- Deportivo La Guaira
- Estudiantes de Mérida
- Deportivo Anzoátegui

## Compétition
Le barème utilisé pour établir les différents classements est le suivant :
- Victoire : 3 points
- Match nul : 1 point
- Défaite : 0 point

### Classement
| Rang | Équipe                  | Pts | J  | G  | N  | P  | Bp | Bc | Diff |
| ---- | ----------------------- | --- | -- | -- | -- | -- | -- | -- | ---- |
| 1    | Deportivo La Guaira     | 42  | 19 | 12 | 6  | 1  | 35 | 13 | +22  |
| 2    | Zamora FC               | 40  | 19 | 12 | 4  | 3  | 43 | 22 | +21  |
| 3    | Deportivo TáchiraT      | 33  | 19 | 8  | 9  | 2  | 37 | 17 | +20  |
| 4    | Zulia FC                | 33  | 19 | 8  | 9  | 2  | 32 | 16 | +16  |
| 5    | Aragua FC               | 32  | 19 | 9  | 5  | 5  | 25 | 20 | +5   |
| 6    | Mineros de Guayana      | 31  | 19 | 8  | 7  | 4  | 33 | 20 | +13  |
| 7    | Caracas FC              | 31  | 19 | 7  | 10 | 2  | 23 | 10 | +13  |
| 8    | Club Deportivo Lara     | 31  | 19 | 9  | 4  | 6  | 26 | 22 | +4   |
| 9    | Trujillanos FC          | 30  | 19 | 8  | 6  | 5  | 25 | 22 | +3   |
| 10   | Deportivo Anzoátegui    | 24  | 19 | 7  | 3  | 9  | 24 | 26 | -2   |
| 11   | Estudiantes de CaracasP | 24  | 19 | 5  | 9  | 5  | 18 | 27 | -9   |
| 12   | Carabobo FC             | 23  | 19 | 4  | 11 | 4  | 16 | 16 | 0    |
| 13   | Llaneros FC             | 22  | 19 | 5  | 7  | 7  | 20 | 21 | -1   |
| 14   | Portuguesa FC           | 20  | 19 | 6  | 2  | 11 | 22 | 27 | -5   |
| 15   | Estudiantes de Mérida   | 19  | 19 | 5  | 4  | 10 | 16 | 25 | -9   |
| 16   | Atlético Venezuela      | 16  | 19 | 4  | 4  | 11 | 17 | 28 | -11  |
| 17   | Ureña Sport ClubP       | 16  | 19 | 3  | 7  | 9  | 18 | 40 | -22  |
| 18   | Deportivo Petare        | 15  | 19 | 3  | 6  | 10 | 11 | 32 | -21  |
| 19   | Metropolitanos FC       | 14  | 19 | 4  | 2  | 13 | 14 | 30 | -16  |
| 20   | Tucanes de Amazonas     | 14  | 19 | 3  | 5  | 11 | 12 | 33 | -21  |

|  | Qualification pour la phase finale               |
|  | Participation au barrage de promotion-relégation |
|  | Relégation directe en Segunda A                  |
|  | T : Tenant du titre P : Promu de Segunda A       |

### Barrage de promotion-relégation
| Équipe 1      | Résultat | Équipe 2          | Aller | Retour |
| ------------- | -------- | ----------------- | ----- | ------ |
| JBL del Zulia | 3 - 3e   | Metropolitanos FC | 2 - 2 | 1 - 1  |

- Sportivement maintenu (à la faveur de la règle des buts marqués à l'extérieur), Metropolitanos FC est relégué en deuxième division après avoir aligné un joueur non qualifié lors du match retour.

### Phase finale
|  | Quarts de finale    | Quarts de finale    | Quarts de finale    | Quarts de finale    |                    |                    | Demi-finales | Demi-finales | Demi-finales | Demi-finales |  |  | Finale | Finale | Finale | Finale |
|  |                     |                     |                     |                     |                    |                    |              |              |              |              |  |  |        |        |        |        |
|  |                     |                     |                     |                     |                    |                    |              |              |              |              |  |  |        |        |        |        |
|  |                     |                     |                     |                     |                    |                    |              |              |              |              |  |  |        |        |        |        |
|  | Mineros de Guayana  | Mineros de Guayana  | 4                   | 0                   |                    |                    |              |              |              |              |  |  |        |        |        |        |
|  | Mineros de Guayana  | Mineros de Guayana  | 4                   | 0                   |                    |                    |              |              |              |              |  |  |        |        |        |        |
|  | Deportivo Táchira   | Deportivo Táchira   | 1                   | 2                   |                    |                    |              |              |              |              |  |  |        |        |        |        |
|  | Deportivo Táchira   | Deportivo Táchira   | 1                   | 2                   | Mineros de Guayana | Mineros de Guayana | 2            | 1            |              |              |  |  |        |        |        |        |
|  |                     |                     |                     |                     | Mineros de Guayana | Mineros de Guayana | 2            | 1            |              |              |  |  |        |        |        |        |
|  |                     |                     | Zamora FC           | Zamora FC           | 3                  | 4                  |              |              |              |              |  |  |        |        |        |        |
|  | Caracas FC          | Caracas FC          | Zamora FC           | Zamora FC           | 3                  | 4                  | 1            | 1            |              |              |  |  |        |        |        |        |
|  | Caracas FC          | Caracas FC          |                     |                     |                    |                    |              | 1            |              |              |  |  |        |        |        |        |
|  | Zamora FC           | Zamora FC           | 1                   | 3                   |                    |                    |              |              |              |              |  |  |        |        |        |        |
|  | Zamora FC           | Zamora FC           | 1                   | 3                   | Zamora FC          | Zamora FC          | 2            | 0            |              |              |  |  |        |        |        |        |
|  |                     |                     |                     |                     | Zamora FC          | Zamora FC          | 2            | 0            |              |              |  |  |        |        |        |        |
|  |                     |                     | Deportivo La Guaira | Deportivo La Guaira | 0                  | 1                  |              |              |              |              |  |  |        |        |        |        |
|  | Aragua FC           | Aragua FC           | Deportivo La Guaira | Deportivo La Guaira | 0                  | 1                  | 0            | 1e           |              |              |  |  |        |        |        |        |
|  | Aragua FC           | Aragua FC           |                     |                     |                    |                    |              |              |              |              |  |  |        |        |        |        |
|  | Zulia FC            | Zulia FC            | 0                   | 1                   |                    |                    |              |              |              |              |  |  |        |        |        |        |
|  | Zulia FC            | Zulia FC            | 0                   | 1                   | Aragua FC          | Aragua FC          | 0            | 0            |              |              |  |  |        |        |        |        |
|  |                     |                     |                     |                     | Aragua FC          | Aragua FC          | 0            | 0            |              |              |  |  |        |        |        |        |
|  |                     |                     | Deportivo La Guaira | Deportivo La Guaira | 2                  | 2                  |              |              |              |              |  |  |        |        |        |        |
|  | Club Deportivo Lara | Club Deportivo Lara | Deportivo La Guaira | Deportivo La Guaira | 2                  | 2                  | 0            | 0            |              |              |  |  |        |        |        |        |
|  | Club Deportivo Lara | Club Deportivo Lara |                     |                     |                    |                    |              | 0            |              |              |  |  |        |        |        |        |
|  | Deportivo La Guaira | Deportivo La Guaira | 2                   | 2                   |                    |                    |              |              |              |              |  |  |        |        |        |        |
|  | Deportivo La Guaira | Deportivo La Guaira | 2                   | 2                   |                    |                    |              |              |              |              |  |  |        |        |        |        |
|  |                     |                     |                     |                     |                    |                    |              |              |              |              |  |  |        |        |        |        |

## Bilan de la saison
| Championnat du Venezuela de football 2015 |                      |
| Champion                                  | Zamora FC (3e titre) |
| Qualifications continentales              |                      |
| Copa Sudamericana 2016                    | Zamora FC            |
| Promotions et relégations                 |                      |
| Promus en Primera División                | JBL del Zulia        |
| Promus en Primera División                | Monagas SC           |
| Relégués en Segunda A                     | Tucanes de Amazonas  |
| Relégués en Segunda A                     | Metropolitanos FC    |